# Salsola campyloptera
Salsola campyloptera är en amarantväxtart som beskrevs av Viktor Petrovitj Botjantsev. Salsola campyloptera ingår i släktet sodaörter, och familjen amarantväxter. Inga underarter finns listade i Catalogue of Life.